# Premiul BAFTA pentru cel mai bun actor într-un rol secundar
Premiul BAFTA pentru cel mai bun actor într-un rol secundar este unul dintre premiile acordate de către Academia Britanică de Film și Televiziune în onoarea celei mai bune interpretări masculine în rol secundar din cinematografie. Se acordă anual începând cu 1969.

## Câștigători și nominalizați
indică învingătorul

### Anii 1960
| An               | Actor                  | Film                 | Rol                     | Ref. |
| ---------------- | ---------------------- | -------------------- | ----------------------- | ---- |
| 1968 Ediția 22   |                        |                      |                         |      |
| Ian Holm         | The Bofors Gun         | Flynn                | [ 1 ]                   |      |
| Anthony Hopkins  | Leul în iarnă          | Richard Inimă de Leu | [ 2 ]                   |      |
| John McEnery     | Romeo și Julieta       | Mercutio             |                         |      |
| George Segal     | No Way to Treat a Lady | Morris Brummel       | [ 3 ]                   |      |
| 1969 Ediția 23   |                        |                      |                         |      |
| Laurence Olivier | Oh! What a Lovely War  | John French          | [ 4 ] [ 5 ] [ 6 ] [ 7 ] |      |
| Jack Klugman     | Goodbye, Columbus      | Ben Patimkin         |                         |      |
| Jack Nicholson   | Easy Rider             | George Hanson        | [ 8 ] [ 9 ] [ 10 ]      |      |
| Robert Vaughn    | Locotenentul Bullitt   | Chalmers             |                         |      |

### Anii 1970
| An                  | Actor                              | Film                                 | Rol |
| ------------------- | ---------------------------------- | ------------------------------------ | --- |
| 1970 Ediția 24      |                                    |                                      |     |
| Colin Welland       | Kes                                | Mr Farthing                          |     |
| Bernard Cribbins    | The Railway Children               | Albert Perks                         |     |
| John Mills          | Fiica lui Ryan                     | Michael                              |     |
| Gig Young           | Și caii se împușcă, nu-i așa?      | Rocky                                |     |
| 1971 Ediția 25      |                                    |                                      |     |
| Edward Fox          | Mesagerul                          | Hugh Trimingham                      |     |
| Michael Gough       | Mesagerul                          | Mr Maudsley                          |     |
| Ian Hendry          | Get Carter                         | Eric Paice                           |     |
| John Hurt           | 10 Rillington Place                | Timothy Evans                        |     |
| 1972 Ediția 26      |                                    |                                      |     |
| Ben Johnson         | Ultimul spectacol cinematografic   | Sam the Lion                         |     |
| Max Adrian (postum) | The Boy Friend                     | Mr Max / Lord Hubert Brockhurst      |     |
| Robert Duvall       | Nașul                              | Tom Hagen                            |     |
| Ralph Richardson    | Lady Caroline                      | George al IV-lea al Regatului Unit   |     |
| 1973 Ediția 27      |                                    |                                      |     |
| Arthur Lowe         | O Lucky Man!                       | Mr Duff / Charlie Johnson / Dr Munda |     |
| Ian Bannen          | The Offence                        | Kenneth Baxter                       |     |
| Denholm Elliott     | A Doll's House                     | Nils Krogstad                        |     |
| Michael Lonsdale    | Ziua Șacalului                     | Lebel                                |     |
| 1974 Ediția 28      |                                    |                                      |     |
| John Gielgud        | Crima din Orient Express           | Mr Beddoes                           |     |
| Adam Faith          | Stardust                           | Mike Menary                          |     |
| John Huston         | Cartierul chinezesc                | Noah Cross                           |     |
| Randy Quaid         | Ultima misiune                     | Seaman Larry Meadows                 |     |
| 1975 Ediția 29      |                                    |                                      |     |
| Fred Astaire        | Infernul din zgârie-nori           | Harlee Claiborne                     |     |
| Martin Balsam       | The Taking of Pelham One Two Three | Harold Longman                       |     |
| Burgess Meredith    | The Day of the Locust              | Harry Greener                        |     |
| Jack Warden         | Shampoo                            | Lester Carp                          |     |
| 1976 Ediția 30      |                                    |                                      |     |
| Brad Dourif         | Zbor deasupra unui cuib de cuci    | Billy Bibbit                         |     |
| Martin Balsam       | Toți oamenii președintelui         | Howard Simons                        |     |
| Michael Hordern     | The Slipper and the Rose           | The King                             |     |
| Jason Robards       | Toți oamenii președintelui         | Ben Bradlee                          |     |
| 1977 Ediția 31      |                                    |                                      |     |
| Edward Fox          | Un pod prea îndepărtat             | Brian Horrocks                       |     |
| Colin Blakely       | Equus                              | Frank Strang                         |     |
| Robert Duvall       | Rețeaua                            | Frank Hackett                        |     |
| Zero Mostel         | Paravanul                          | Hecky Brown                          |     |
| 1978 Ediția 32      |                                    |                                      |     |
| John Hurt           | Expresul de la miezul nopții       | Max                                  |     |
| Gene Hackman        | Superman I                         | Lex Luthor                           |     |
| Jason Robards       | Julia                              | Dashiell Hammett                     |     |
| François Truffaut   | Întâlnire de gradul trei           | Claude Lacombe                       |     |
| 1979 Ediția 33      |                                    |                                      |     |
| Robert Duvall       | Apocalipsul acum                   | Bill Kilgore                         |     |
| Denholm Elliott     | Saint Jack                         | William Leigh                        |     |
| John Hurt           | Alien                              | Kane                                 |     |
| Christopher Walken  | Vânătorul de cerbi                 | Nikanor "Nick" Chevotarevich         |     |

### Anii 1980
| An                    | Actor                                             | Film                    | Rol |
| --------------------- | ------------------------------------------------- | ----------------------- | --- |
| 1981 Ediția 35        |                                                   |                         |     |
| Ian Holm              | Carele de foc                                     | Sam Mussabini           |     |
| Denholm Elliott       | Indiana Jones și căutătorii arcei pierdute        | Marcus Brody            |     |
| John Gielgud          | Arthur                                            | Hobson                  |     |
| Nigel Havers          | Carele de foc                                     | Andrew Lindsay          |     |
| 1982 Ediția 36        |                                                   |                         |     |
| Jack Nicholson        | Roșii                                             | Eugene O'Neill          |     |
| Frank Finlay          | The Return of the Soldier                         | William Grey            |     |
| Edward Fox            | Gandhi                                            | Reginald Dyer           |     |
| Roshan Seth           | Gandhi                                            | Jawaharlal Nehru        |     |
| 1983 Ediția 37        |                                                   |                         |     |
| Denholm Elliott       | Schimb de locuri                                  | Coleman                 |     |
| Bob Hoskins           | The Honorary Consul                               | Colonel Perez           |     |
| Burt Lancaster        | Local Hero                                        | Felix Happer            |     |
| Jerry Lewis           | Regele comediei                                   | Jerry Langford          |     |
| 1984 Ediția 38        |                                                   |                         |     |
| Denholm Elliott       | A Private Function                                | Charles Swaby           |     |
| Michael Elphick       | Gorky Park                                        | Pasha                   |     |
| Ian Holm              | Greystoke: The Legend of Tarzan, Lord of the Apes | Phillippe D'Arnot       |     |
| Ralph Richardson      | Greystoke: The Legend of Tarzan, Lord of the Apes | The Earl of Greystoke   |     |
| 1985 Ediția 39        |                                                   |                         |     |
| Denholm Elliott       | Defence of the Realm                              | Vernon Bayliss          |     |
| James Fox             | A Passage to India                                | Richard Fielding        |     |
| John Gielgud          | Plenty                                            | Leonard Darwin          |     |
| Saeed Jaffrey         | My Beautiful Laundrette                           | Nasser                  |     |
| 1986 Ediția 40        |                                                   |                         |     |
| Ray McAnally          | Misiunea                                          | Altamirano              |     |
| Klaus Maria Brandauer | Departe de Africa                                 | Bror Blixen             |     |
| Simon Callow          | A Room with a View                                | Arthur Beebe            |     |
| Denholm Elliott       | A Room with a View                                | Mr. Emerson             |     |
| 1987 Ediția 41        |                                                   |                         |     |
| Daniel Auteuil        | Jean de Florette                                  | Ugolin                  |     |
| Ian Bannen            | Hope and Glory                                    | Grandfather George      |     |
| Sean Connery          | Incoruptibilii                                    | Jimmy Malone            |     |
| John Thaw             | Cry Freedom                                       | Kruger                  |     |
| 1988 Ediția 42        |                                                   |                         |     |
| Michael Palin         | Un peștișor pe nume Wanda                         | Ken Pile                |     |
| Joss Ackland          | White Mischief                                    | Jock Delves Broughton   |     |
| Peter O'Toole         | Ultimul împărat                                   | Reginald Johnston       |     |
| David Suchet          | A World Apart                                     | Muller                  |     |
| 1989 Ediția 43        |                                                   |                         |     |
| Ray McAnally          | Piciorul meu stâng                                | Mr. Brown               |     |
| Marlon Brando         | A Dry White Season                                | Ian McKenzie            |     |
| Sean Connery          | Indiana Jones și ultima cruciadă                  | Henry Jones, Sr.        |     |
| Jack Nicholson        | Batman                                            | Jack Napier / The Joker |     |

### Anii 1990
| An                | Actor                                   | Film                              | Rol |
| ----------------- | --------------------------------------- | --------------------------------- | --- |
| 1990 Ediția 44    |                                         |                                   |     |
| Salvatore Cascio  | Cinema Paradiso (Nuovo cinema Paradiso) | Salvatore Di Vita (copil)         |     |
| Alan Alda         | Delicte și fărădelegi                   | Lester                            |     |
| John Hurt         | The Field                               | Bird O'Donnell                    |     |
| Al Pacino         | Dick Tracy                              | Alphonse "Big Boy" Caprice        |     |
| 1991 Ediția 45    |                                         |                                   |     |
| Alan Rickman      | Robin Hood: Prince of Thieves           | Șeriful din Nottingham            |     |
| Alan Bates        | Hamlet                                  | Claudius                          |     |
| Derek Jacobi      | Dead Again                              | Franklyn Madson                   |     |
| Andrew Strong     | The Commitments                         | Deco Cuffe                        |     |
| 1992 Ediția 46    |                                         |                                   |     |
| Gene Hackman      | Necruțătorul                            | Little Bill Daggett               |     |
| Jaye Davidson     | The Crying Game                         | Dil                               |     |
| Tommy Lee Jones   | JFK                                     | Clay Shaw                         |     |
| Samuel West       | Howards End                             | Leonard Bast                      |     |
| 1993 Ediția47     |                                         |                                   |     |
| Ralph Fiennes     | Lista lui Schindler (film)              | Amon Göth                         |     |
| Ben Kingsley      | Lista lui Schindler                     | Itzhak Stern                      |     |
| John Malkovich    | În bătaia puștii                        | Mitch Leary                       |     |
| Tommy Lee Jones   | Evadatul                                | Deputy U.S. Marshal Samuel Gerard |     |
| 1994 Ediția 48    |                                         |                                   |     |
| Samuel L. Jackson | Pulp Fiction                            | Jules Winnfield                   |     |
| Simon Callow      | Patru nunți și o înmormântare           | Gareth                            |     |
| John Hannah       | Patru nunți și o înmormântare           | Matthew                           |     |
| Paul Scofield     | Quiz Show                               | Mark Van Doren                    |     |
| 1995 Ediția 49    |                                         |                                   |     |
| Tim Roth          | Rob Roy                                 | Archibald Cunningham              |     |
| Ian Holm          | The Madness of King George              | Dr. Willis                        |     |
| Martin Landau     | Ed Wood                                 | Bela Lugosi                       |     |
| Alan Rickman      | Rațiune și simțire                      | Christopher Brandon               |     |
| 1996 Ediția 50    |                                         |                                   |     |
| Paul Scofield     | Vrăjitoarele din Salem                  | Thomas Danforth                   |     |
| John Gielgud      | Strălucire                              | Cecil Parkes                      |     |
| Edward Norton     | Avocatul diavolului                     | Aaron Stampler                    |     |
| Alan Rickman      | Michael Collins                         | Éamon de Valera                   |     |
| 1997 Ediția 51    |                                         |                                   |     |
| Tom Wilkinson     | Gol pușcă                               | Gerald                            |     |
| Mark Addy         | Gol pușcă                               | Dave                              |     |
| Rupert Everett    | Prietenul meu se însoară                | George Downes                     |     |
| Burt Reynolds     | Boogie Nights                           | Jack Horner                       |     |
| 1998 Ediția 52    |                                         |                                   |     |
| Geoffrey Rush     | Shakespeare îndrăgostit                 | Philip Henslowe                   |     |
| Ed Harris         | The Truman Show                         | Christof                          |     |
| Geoffrey Rush     | Elizabeth                               | Frances Walsingham                |     |
| Tom Wilkinson     | Shakespeare îndrăgostit                 | Hugh Fennyman                     |     |
| 1999 Ediția 53    |                                         |                                   |     |
| Jude Law          | Talentatul domn Ripley                  | Dickie Greenleaf                  |     |
| Wes Bentley       | American Beauty                         | Ricky Fitts                       |     |
| Michael Caine     | Legea pământului                        | Wilbur Larch                      |     |
| Rhys Ifans        | Notting Hill                            | Spike                             |     |
| Timothy Spall     | Topsy-Turvy                             | Richard Temple                    |     |

### Anii 2000
| An                     | Actor                                       | Film                                                                                                 | Rol |
| ---------------------- | ------------------------------------------- | --- | --- |
| 2000 Ediția 54         |                                             | |     |
| Benicio del Toro       | Traffic                                     | Javier Rodriguez                                                                                     |     |
| Albert Finney          | Erin Brockovich                             | Edward L. Masry                                                                                      |     |
| Gary Lewis             | Billy Elliot                                | Jackie Elliot                                                                                        |     |
| Joaquin Phoenix        | Gladiatorul                                 | Commodus                                                                                             |     |
| Oliver Reed (postum)   | Gladiatorul                                 | Proximo                                                                                              |     |
| 2001 Ediția 55         |                                             | |     |
| Jim Broadbent          | Moulin Rouge!                               | Harold Zidler                                                                                        |     |
| Hugh Bonneville        | Iris                                        | John Bayley (Tânăr)                                                                                  |     |
| Robbie Coltrane        | Harry Potter și Piatra Filozofală           | Rubeus Hagrid                                                                                        |     |
| Colin Firth            | Jurnalul lui Bridget Jones                  | Mark Darcy                                                                                           |     |
| Eddie Murphy           | Shrek                                       | Măgăruș * *Murphy este singurul actor nominalizat la un premiu BAFTA pentru o prestație doar de voce |     |
| 2002 Ediția 56         |                                             | |     |
| Christopher Walken     | Prinde-mă! Dacă poți!                       | Frank Abagnale Sr.                                                                                   |     |
| Chris Cooper           | Adaptation.                                 | John Laroche                                                                                         |     |
| Ed Harris              | Orele                                       | Richard Brown                                                                                        |     |
| Alfred Molina          | Frida                                       | Diego Rivera                                                                                         |     |
| Paul Newman            | Drumul spre pierzanie                       | John Rooney                                                                                          |     |
| 2003 Ediția 57         |                                             | |     |
| Bill Nighy             | Pur și simplu dragoste                      | Billy Mack                                                                                           |     |
| Paul Bettany           | Master and Commander: La capătul Pământului | Dr. Stephen Maturin                                                                                  |     |
| Albert Finney          | Big Fish                                    | Ed Bloom (Bătrân)                                                                                    |     |
| Ian McKellen           | Întoarcerea Regelui                         | Gandalf                                                                                              |     |
| Tim Robbins            | Misterele fluviului                         | Dave Boyle                                                                                           |     |
| 2004 Ediția 58         |                                             | |     |
| Clive Owen             | Closer                                      | Larry Gray                                                                                           |     |
| Alan Alda              | Aviatorul                                   | Owen Brewster                                                                                        |     |
| Phil Davis             | Vera Drake                                  | Stanley Drake                                                                                        |     |
| Jamie Foxx             | Collateral                                  | Max Durocher                                                                                         |     |
| Rodrigo de la Serna    | The Motorcycle Diaries                      | Alberto Granado                                                                                      |     |
| 2005 Ediția 59         |                                             | |     |
| Jake Gyllenhaal        | Brokeback Mountain                          | Jack Twist                                                                                           |     |
| Don Cheadle            | Povești din L.A.                            | Det. Graham Waters                                                                                   |     |
| George Clooney         | Noapte bună și noroc!                       | Fred W. Friendly                                                                                     |     |
| George Clooney         | Syriana                                     | Bob Barnes                                                                                           |     |
| Matt Dillon            | Povești din L.A.                            | Sgt. John Ryan                                                                                       |     |
| 2006 Ediția 60         |                                             | |     |
| Alan Arkin             | Little Miss Sunshine                        | Edwin Hoover                                                                                         |     |
| James McAvoy           | Ultimul rege al Scoției                     | Nicholas Garrigan                                                                                    |     |
| Jack Nicholson         | Cârtița                                     | Frank Costello                                                                                       |     |
| Leslie Phillips        | Venus                                       | Ian Brooks                                                                                           |     |
| Michael Sheen          | Regina                                      | Tony Blair                                                                                           |     |
| 2007 Ediția 61         |                                             | |     |
| Javier Bardem          | Nu există țară pentru bătrâni               | Anton Chigurh                                                                                        |     |
| Paul Dano              | Va curge sânge                              | Eli Sunday / Paul Sunday                                                                             |     |
| Philip Seymour Hoffman | Războiul lui Charlie Wilson                 | Gust Avrakotos                                                                                       |     |
| Tommy Lee Jones        | Nu există țară pentru bătrâni               | Sheriff Ed Tom Bell                                                                                  |     |
| Tom Wilkinson          | Michael Clayton                             | Arthur Edens                                                                                         |     |
| 2008 Ediția 62         |                                             | |     |
| Heath Ledger (postum)  | Cavalerul negru                             | Joker                                                                                                |     |
| Robert Downey Jr.      | Tropic Thunder                              | Kirk Lazarus                                                                                         |     |
| Brendan Gleeson        | In Bruges                                   | Ken Daley                                                                                            |     |
| Philip Seymour Hoffman | Îndoiala                                    | Father Brendan Flynn                                                                                 |     |
| Brad Pitt              | Citește și arde                             | Chad Feldheimer                                                                                      |     |
| 2009 Ediția 63         |                                             | |     |
| Christoph Waltz        | Ticăloși fără glorie                        | Col. Hans Landa                                                                                      |     |
| Alec Baldwin           | It's Complicated                            | Jacob Adler                                                                                          |     |
| Christian McKay        | Me and Orson Welles                         | Orson Welles                                                                                         |     |
| Alfred Molina          | An Education                                | Jack Miller                                                                                          |     |
| Stanley Tucci          | Din Raiul meu                               | George Harvey                                                                                        |     |

### Anii 2010
| An                          | Actor                                           | Film                     | Rol |
| --------------------------- | ----------------------------------------------- | ------------------------ | --- |
| 2010 Ediția 64              |                                                 |                          |     |
| Geoffrey Rush               | Discursul regelui                               | Lionel Logue             |     |
| Christian Bale              | Luptătorul                                      | Dicky Eklund             |     |
| Andrew Garfield             | Rețeaua de socializare                          | Eduardo Saverin          |     |
| Pete Postlethwaite (postum) | The Town                                        | Fergus "Fergie" Colm     |     |
| Mark Ruffalo                | Copiii sunt bine-mersi                          | Paul Hatfield            |     |
| 2011 Ediția 65              |                                                 |                          |     |
| Christopher Plummer         | Beginners                                       | Hal Fields               |     |
| Kenneth Branagh             | My Week with Marilyn                            | Laurence Olivier         |     |
| Jim Broadbent               | Doamna de Fier                                  | Denis Thatcher           |     |
| Jonah Hill                  | Moneyball: Arta de a învinge                    | Peter Brand              |     |
| Philip Seymour Hoffman      | Ziua trădătorilor                               | Paul Zara                |     |
| 2012 Ediția 66              |                                                 |                          |     |
| Christoph Waltz             | Django dezlănțuit                               | Dr. King Schultz         |     |
| Alan Arkin                  | Argo                                            | Lester Siegel            |     |
| Javier Bardem               | 007: Coordonata Skyfall                         | Raoul Silva              |     |
| Philip Seymour Hoffman      | The Master                                      | Lancaster Dodd           |     |
| Tommy Lee Jones             | Lincoln                                         | Thaddeus Stevens         |     |
| 2013 Ediția 67              |                                                 |                          |     |
| Barkhad Abdi                | Captain Phillips                                | Abduwali Muse            |     |
| Daniel Brühl                | Rush: Rivalitate și adrenalină                  | Niki Lauda               |     |
| Bradley Cooper              | Țeapă în stil american                          | Richard "Richie" DiMaso  |     |
| Matt Damon                  | Viața mea cu Liberace                           | Scott Thorson            |     |
| Michael Fassbender          | 12 ani de sclavie                               | Edwin Epps               |     |
| 2014 Ediția 68              |                                                 |                          |     |
| J. K. Simmons               | Whiplash                                        | Terrence Fletcher        |     |
| Steve Carell                | Foxcatcher                                      | John du Pont             |     |
| Ethan Hawke                 | 12 ani de copilărie                             | Mason Evans Sr.          |     |
| Edward Norton               | Omul Pasăre sau Virtutea nesperată a ignoranței | Mike Shiner              |     |
| Mark Ruffalo                | Foxcatcher                                      | Dave Schultz             |     |
| 2015 Ediția 69              |                                                 |                          |     |
| Mark Rylance                | Podul spionilor                                 | Rudolf Abel              |     |
| Christian Bale              | Brokerii apocalipsei                            | Michael Burry            |     |
| Benicio del Toro            | Sicario: Asasinul                               | Alejandro Gillick        |     |
| Idris Elba                  | Beasts of No Nation                             | The Commandant           |     |
| Mark Ruffalo                | Spotlight                                       | Michael Rezendes         |     |
| 2016 Ediția 70              |                                                 |                          |     |
| Dev Patel                   | Lion                                            | Saroo Brierley           |     |
| Mahershala Ali              | În lumina lunii                                 | Juan                     |     |
| Jeff Bridges                | Cu orice preț                                   | Marcus Hamilton          |     |
| Hugh Grant                  | Florence Foster Jenkins                         | St. Clair Bayfield       |     |
| Aaron Taylor-Johnson        | Nocturnal Animals                               | Ray Marcus               |     |
| 2017 Ediția 71              |                                                 |                          |     |
| Sam Rockwell                | Trei panouri publicitare lângă Ebbing, Missouri | Jason Dixon              |     |
| Willem Dafoe                | The Florida Project                             | Bobby Hicks              |     |
| Hugh Grant                  | Paddington 2                                    | Phoenix Buchanan         |     |
| Woody Harrelson             | Trei panouri publicitare lângă Ebbing, Missouri | Bill Willoughby          |     |
| Christopher Plummer         | All the Money in the World                      | J. Paul Getty            |     |
| 2018 Ediția 72              |                                                 |                          |     |
| Mahershala Ali              | Green Book: O prietenie pe viață                | Don Shirley              |     |
| Timothée Chalamet           | Beautiful Boy                                   | Nic Sheff                |     |
| Adam Driver                 | BlacKkKlansman                                  | Flip Zimmerman           |     |
| Richard E. Grant            | Can You Ever Forgive Me?                        | Jack Hock                |     |
| Sam Rockwell                | Vicele                                          | George W. Bush           |     |
| 2019 Ediția 73              |                                                 |                          |     |
| Brad Pitt                   | A fost odată la... Hollywood                    | Cliff Booth              |     |
| Tom Hanks                   | A Beautiful Day in the Neighborhood             | Fred Rogers              |     |
| Anthony Hopkins             | Cei doi papi                                    | Papa Benedict al XVI-lea |     |
| Al Pacino                   | Irlandezul: Asasinul mafiei                     | Jimmy Hoffa              |     |
| Joe Pesci                   | Irlandezul: Asasinul mafiei                     | Russell Bufalino         |     |

### Anii 2020
| An               | Actor                         | Film                                        | Rol                    |
| ---------------- | ----------------------------- | ------------------------------------------- | ---------------------- |
| 2020 Ediția 74   |                               |                                             |                        |
| Daniel Kaluuya   | Iuda și Mesia negru           | Fred Hampton                                |                        |
| Barry Keoghan    | Calm with Horses              | Dymphna                                     |                        |
| Alan Kim         | Minari                        | David Yi                                    |                        |
| Leslie Odom Jr.  | O noapte la Miami...          | Sam Cooke                                   |                        |
| Clarke Peters    | Da 5 Bloods                   | Otis                                        |                        |
| Paul Raci        | Sound of Metal                | Joe                                         |                        |
| 2021 Ediția 75   |                               |                                             |                        |
| Troy Kotsur      | CODA                          | Frank Rossi                                 |                        |
| Mike Faist       | Poveste din cartierul de vest | Riff                                        |                        |
| Ciarán Hinds     | Belfast                       | Pop                                         |                        |
| Woody Norman     | C'mon C'mon                   | Jesse                                       |                        |
| Jesse Plemons    | În ghearele câinilor          | George Burbank                              |                        |
| Kodi Smit-McPhee | În ghearele câinilor          | Peter Gordon                                |                        |
| 2022 Ediția 76   |                               |                                             |                        |
| Barry Keoghan    | Spiritele din Inisherin       | Dominic Kearney                             |                        |
| Brendan Gleeson  | Spiritele din Inisherin       | Colm Doherty                                |                        |
| Ke Huy Quan      | Orice, oriunde, oricând       | Waymond Wang                                |                        |
| Eddie Redmayne   | The Good Nurse                | Charles Cullen                              |                        |
| Albrecht Schuch  | Nimic nou pe frontul de vest  | Stanislaus "Kat" Katczinsky                 |                        |
| Micheal Ward     | Empire of Light               | Stephen                                     |                        |
| 2023 Ediția 77   | Robert Downey, Jr.            | Oppenheimer                                 | Lewis Strauss          |
| 2023 Ediția 77   | Robert De Niro                | Crimele din Osage County: Bani însângerați  | William Hale           |
| 2023 Ediția 77   | Jacob Elordi                  | Saltburn                                    | Felix Catton           |
| 2023 Ediția 77   | Ryan Gosling                  | Barbie                                      | Ken                    |
| 2023 Ediția 77   | Paul Mescal                   | All of Us Strangers                         | Harry                  |
| 2023 Ediția 77   | Dominic Sessa                 | The Holdovers                               | Angus Tully            |
| 2024 (Ediția 78) | Kieran Culkin                 | Durere profundă                             | Benji Kaplan           |
| 2024 (Ediția 78) | Yura Borisov                  | Anora                                       | Igor                   |
| 2024 (Ediția 78) | Clarence Maclin               | Sing Sing                                   | Himself                |
| 2024 (Ediția 78) | Edward Norton                 | Bob Dylan: A Complete Unknown               | Pete Seeger            |
| 2024 (Ediția 78) | Guy Pearce                    | Brutalistul                                 | Harrison Lee Van Buren |
| 2024 (Ediția 78) | Jeremy Strong                 | The Apprentice: Povestea originii lui Trump | Roy Cohn               |

Notă: În 1980 nu s-a acordat premiu pentru Cel mai bun actor în rol secundar. În 1981, a existat o singură categorie pentru Rol secundar, masculin sau feminin - Cel mai bun artist în rol secundar. Toți nominalizații au fost bârbați.

## Nominalizări multiple
| 7 nominalizări - Denholm Elliott 4 nominalizări - John Gielgud - Philip Seymour Hoffman - Ian Holm - John Hurt - Tommy Lee Jones - Jack Nicholson 3 nominalizări - Robert Duvall - Edward Fox - Edward Norton - Alan Rickman - Mark Ruffalo - Geoffrey Rush - Tom Wilkinson | 2 nominalizări - Alan Alda - Alan Arkin - Mahershala Ali - Christian Bale - Martin Balsam - Ian Bannen - Javier Bardem - Jim Broadbent - Simon Callow - George Clooney - Sean Connery - Benicio del Toro - Robert Downey, Jr. - Albert Finney - Brendan Gleeson - Hugh Grant - Gene Hackman - Ed Harris - Anthony Hopkins - Barry Keoghan - Ray McAnally - Alfred Molina - Al Pacino - Brad Pitt - Christopher Plummer - Ralph Richardson - Sam Rockwell - Jason Robards - Paul Scofield - Christopher Walken - Christoph Waltz |

## Victorii multiple
3 victorii
- Denholm Elliott (consecutive)

2 victorii
- Edward Fox
- Ian Holm
- Ray McAnally
- Geoffrey Rush
- Christoph Waltz